# Electromigración
La electromigración es el transporte de material causado por el movimiento gradual de los iones en un conductor debido a la transferencia de cantidad de movimiento entre los electrones de conducción y los átomos del metal.
El efecto de la electromigración es importante en aplicaciones donde se utilizan densidades de corriente altas, como en la microelectrónica y en estructuras relacionadas. Como el tamaño de la estructura en los dispositivos electrónicos y en los circuitos integrados es muy pequeño, la pérdida de material debida a la electromigración es de importancia. Mucha gente cree que la electromigración es la "migración de electrones" pero en realidad es el material que "migra" por causa de un flujo de electrones, por eso se llama electromigración.

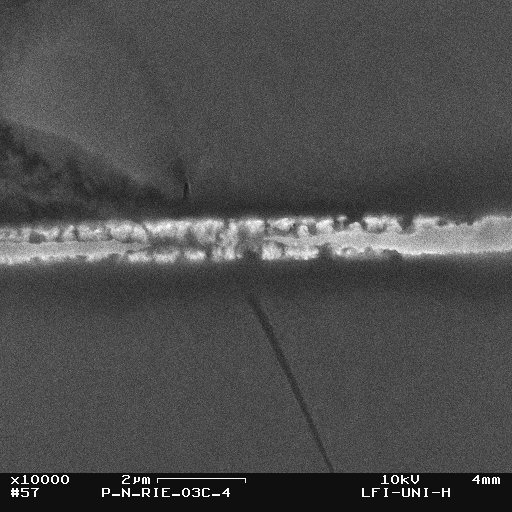
Imagen SEM de la falla causada por la electromigración en una interconexión de cobre.

La electromigración es un fenómeno que depende de la temperatura de servicio y de la densidad de corriente que circula por el semiconductor. La electromigración ocurre solo en zonas donde el semiconductor está dopado.

## Historia
El fenómeno de la electromigración ha sido conocido por más de 100 años, y fue descubierto por el científico Francés Gerardin . El concepto se convirtió en algo interesante, desde el punto de vista práctico, en 1966 cuando salieron los primeros circuitos integrados comerciales. Un pionero en la investigación en este campo fue James R. Black, quien sentó las bases para toda la investigación en esta área y por quién fue nombrada la ecuación de Black. En ese tiempo, las interconexiones metálicas en circuitos integrados eran aproximadamente de 10 Micrómetros de ancho. Las interconexiones actuales son de sólo décimas de Nanómetros de ancho, haciendo que la investigación de la electromigración sea muy importante.
- Datos: Q1319010
- Multimedia: Electromigration / Q1319010